# Polnische Eishockeyliga 1958/59
Die Saison 1958/59 war die 4. Spielzeit der Ekstraliga, der höchsten polnischen Eishockeyspielklasse, und die 24. Spielzeit der polnischen Eishockeymeisterschaft. Meister wurde zum insgesamt neunten Mal in der Vereinsgeschichte Legia Warszawa.

## Modus
In der Hauptrunde absolvierte jede der acht Mannschaften insgesamt 14 Spiele. Der Erstplatzierte der Hauptrunde wurde Meister. Bei Punktgleichheit entschied ein Entscheidungsspiel. Für einen Sieg erhielt jede Mannschaft zwei Punkte, bei einem Unentschieden gab es einen Punkt und bei einer Niederlage null Punkte.

## Mannschaften
| Baildon Katowice |

| Warszawa |

| Górnik Katowice |

| Nowy Targ |

| Cieszyn |

| Krynica |

| Łódź |

| Start Katowice |

| Baildon Katowice |

| Warszawa |

| Górnik Katowice |

| Nowy Targ |

| Cieszyn |

| Krynica |

| Łódź |

| Start Katowice |

## Hauptrunde

### Tabelle
|    | Klub              | Sp | Tore   | Punkte |
| -- | ----------------- | -- | ------ | ------ |
| 1. | Legia Warszawa    | 14 | 113:24 | 26     |
| 2. | Górnik Katowice   | 14 | 96:24  | 26     |
| 3. | ŁKS Łódź          | 14 | 64:61  | 16     |
| 4. | Baildon Katowice  | 14 | 64:51  | 15     |
| 5. | Podhale Nowy Targ | 14 | 47:52  | 12     |
| 6. | Start Katowice    | 14 | 41:61  | 9      |
| 7. | Piast Cieszyn     | 14 | 30:83  | 8      |
| 8. | KTH Krynica       | 14 | 28:145 | 0      |

Sp = Spiele, S = Siege, U = unentschieden, N = Niederlagen, OTS = Overtime-Siege, OTN = Overtime-Niederlage, SOS = Penalty-Siege, SON = Penalty-Niederlage

### Entscheidungsspiel um den Meistertitel
- Legia Warszawa – Górnik Katowice 5:0